# Fútbol en México
El fútbol en México, o futbol (como se escribe y se pronuncia en ese país, sin acento en la «u») es el deporte más popular, atrae a millones de aficionados de todas las edades. De acuerdo con el Big Count (el censo realizado por la FIFA para obtener el registro de clubes, jugadores y oficiales afiliados en el mundo), un total de 8 479 595 mexicanos son futbolistas en activo, ya sea a nivel amateur o profesional; de ellos, hay 324 595 jugadores registrados (9753 profesionales) y 8 155 000 no registrados. El total de clubes afiliados es de 266 y el de árbitros, 85 789.
Está regulado por la Federación Mexicana de Fútbol (Femexfut o FMF), institución afiliada a la Federación Internacional de Fútbol Asociación (FIFA), a través de la Confederación de Fútbol de Norte, Centroamérica y el Caribe (Concacaf). En el ámbito institucional, la Femexfut cuenta a nivel profesional con la Primera División, la Primera División Femenil, la Liga de Expansión MX, la Segunda División, la Tercera División y un Sector Amateur.

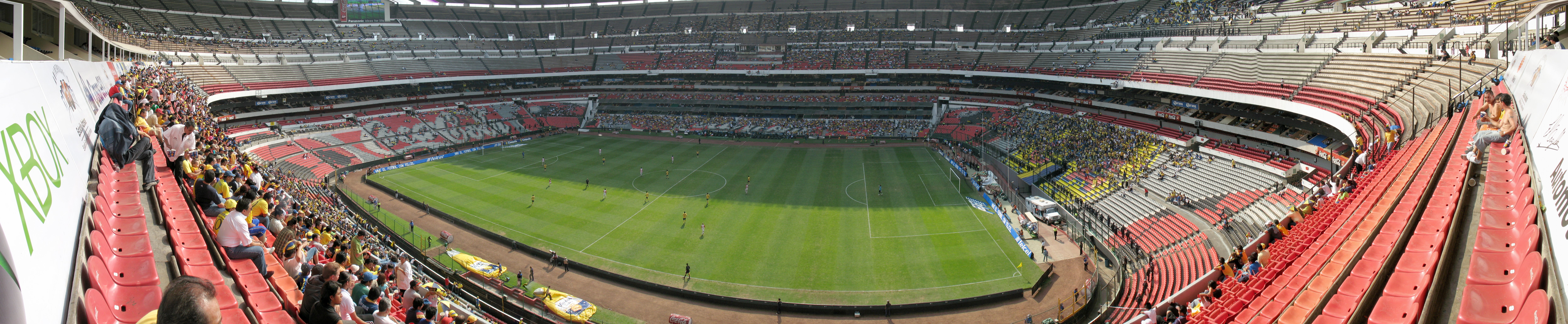
Vista interior del Estadio Azteca, escenario con más juegos de Copa Mundial (19) y el único que ha sido sede de dos finales.

## Historia

### Albores del fútbol mexicano
El fútbol en México ya era conocido desde fines del siglo XIX. En 1884, México restableció relaciones diplomáticas con Reino Unido y otorgó facilidades para las inversiones de ese país en suelo nacional; con las inversiones llegaron los británicos, establecieron comunidades y como la mayoría de ellos había practicado el fútbol en su escuela, el conocimiento de ese deporte era grupal. En esos mismos años la afición al fútbol creció en Inglaterra y Escocia gracias al ferrocarril; esta situación también fue determinante en México, pues las comunidades británicas más numerosas obtuvieron una comunicación continua por las rutas entre Veracruz, Orizaba, Puebla, Pachuca y Ciudad de México.
Así bajo el gobierno del Porfirio Díaz, se produjo un avance industrial en México; lo que permitió la llegada de un gran número de técnicos y trabajadores británicos en diversas áreas productivas, en este contexto se realizaron los primeros partidos de fútbol debidamente documentados en la historia del país.
El 30 de diciembre de 1880, según una nota del diario «The Two Republics» del 1 de enero de 1881, es fundado el «Al Fresco Club» en la Ciudad de México, y uno de los deportes propuestos entre otros es el "football", aunque finalmente la idea no prosperó. Esta es la primera mención en los diarios de la época del término "football" en México. El 2 de agosto de 1887, el mismo diario publica una nota en la que se solicitan jugadores para formar un club de "football" en la capital de la república. 
No pudo haberse tratado de fútbol asociación (association football) pues este quedó definido como deporte moderno el 2 de junio de 1891, en la sexta reunión de la «Junta Internacional de Asociaciones de Fútbol» del Reino Unido celebrada en Glasgow, Escocia; donde completaron sus 17 reglas con la inclusión del penalti, la marcación del punto y el círculo centrales, y de las áreas de ejecución de la pena máxima, así como el uso de redes en las porterías, y la participación dentro del terreno de juego de un árbitro como máxima autoridad, auxiliado por dos jueces de línea.
El primer partido registrado documentalmente es el publicado el 12 de mayo de 1889 por el periódico «El Minero de Pachuca» en su número 2, en el que se relata la victoria de 7 anotaciones a 4 en favor de los trabajadores de la Mina «El Rosario» propiedad de Richard Rule, sobre otro equipo formado por operarios de la hacienda de beneficio «San Cayetano», en el campo ubicado a un costado de los patios de la estación de ferrocarril de Pachuca, capital del estado de Hidalgo. La nota aparece en la sección «Barandilla» debido a una reyerta entre ambos contrincantes, lo que generó que varios de los jugadores fueran llevados a las galeras de la ciudad, junto a algunos aficionados que también participaron en la riña.
Sin embargo, debe señalarse que la divulgada publicación es la imagen digital de una nota que empieza diciendo "El pasado 12 de mayo", es decir, la misma fecha en que supuestamente se publicó el semanario, según afirman quienes la dieron a conocer. "El Minero de Pachuca" no existía en 1889, sino que se fundó hasta 1895. La nota habla de "jugadores de balón - pie",sin embargo, el término fue inventado hasta 1908 por el purista del lenguaje Mariano de Cavia. No contiene indicios de que fuera fútbol asociación (association football). Y el ejemplar nunca ha sido presentado ni se dijo en qué parte puede ser consultado. Por lo tanto se concluye que la imagen digital de la nota es falsa.
Posteriormente se registran encuentros con motivo de la construcción del gran canal del desagüe en San Cristóbal Ecatepec. El 1 de noviembre de 1891, fecha en que se celebró el primer juego entre los equipos «Pearson's Wanderers», quienes eran remachadores en las dragas del canal, contra «San Cristóbal Swifts», empleados de las tiendas de accesorios. El triunfo fue para los primeros por uno a cero.
De esa serie, el segundo partido, el de revancha, tuvo lugar el sábado 19 de diciembre de 1891, volviendo a ganar Pearson's Wanderers uno a cero, aunque con una notable mejoría de San Cristóbal Swifts.
Estos dos partidos si fueron de fútbol asociación, pues las notas constituyen una extensa y verdadera crónica con indicios de las reglas, jugadas e incidencias características del «association football».
No obstante, debe considerarse que la palabra que usaban los diarios de la última década del siglo XIX para anunciar el juego era football, a secas, y que las notas que se mencionan enseguida no contienen indicio alguno que permita precisar el estilo de juego que anuncian o el tipo de football que practicaba el equipo que refieren, pues podría haber sido de football rugby, football americano o association football.
El 2 de noviembre de 1892 y de acuerdo al diario inglés editado en México ‘The Two Republics’ hubo una inconformidad con la administración del Pachuca Football Club lo que sugiere que al menos un día previo a esa fecha, ya existía como club de fútbol, no habiendo un antecedente previo, ya que los equipos son conformados en centros de trabajo.
El 9 de octubre de 1892 se lleva a cabo el primer juego en la Ciudad de México, en un campo ubicado sobre el Paseo de la Reforma se enfrentan The Athletics contra The Mexican Athletic Club; el marcador final del juego se desconoce. El 29 de octubre de 1892 se enfrentan en los campos del Mexican Athletic Club este equipo contra el London Bank Anglo-American Club, ganando los primeros por un estrepitoso 16-6.
Tres años después, el 4 de noviembre de 1895 y de acuerdo a información del periódico ‘The Mexican Herald’, que reseña que tres equipos: Pachuca Cricket Club’, ‘Velasco Cricket Club’ y el mencionado ‘Pachuca Football Club’, se fusionaron para dar creación al Pachuca Athletic Club, con una clara influencia inglesa por todos los obreros mineros provenientes de aquel país, en una reunión celebrada en la Hacienda La luz de la ciudad de Pachuca.
En 1898, en la ciudad de Orizaba, estado de Veracruz, se funda el Orizaba Athletic Club, un club deportivo con ramas en críquet y otros deportes, pero sería hasta 1901 cuando se organiza el equipo de fútbol, a cargo de Duncan Macomish, un hilandero escocés radicado en aquella ciudad.
Al poco tiempo, en la capital de la República cobraron vida el México Cricket Club en 1901, Reforma Athletic Club en 1902 y el British Club en el mismo año, ambos integrados exclusivamente por ingleses. En 1906 nació en Guadalajara, el Club Deportivo Guadalajara, por iniciativa del belga Edgar Everaert.

### Primer Torneo

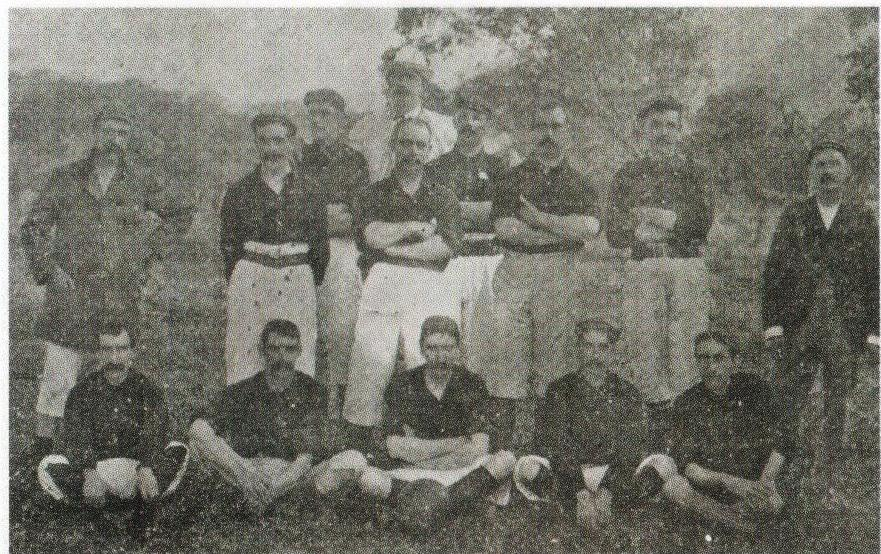
Orizaba AC en el año 1902.

El 19 de julio de 1902 se constituyó la Liga Mexicana de Football Amateur Association, con cinco equipos: Orizaba Athletic Club, Pachuca Athletic Club, Reforma Athletic Club, México Cricket Club y British Club. El torneo comenzó el 19 de octubre a las dieciséis horas en el campo del México Cricket Club (que según las crónicas había sido un campo de béisbol), ubicado sobre el Paseo de la Reforma, da inicio el primer partido de liga en la historia al enfrentarse el anfitrión México Cricket Club al British Club; estos últimos resultaron vencedores con un contundente 5-1. El campeonato constó de una sola vuelta, terminando con todo éxito la primera competencia formal con el título de Orizaba Athletic Club; así, este club es considerado el primer campeón de fútbol que tuvo México.

### Primeros años

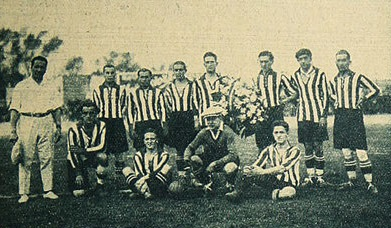
Equipo Asturias en 1927.

En la Liga Mexicana de Football Amateur Association, dominaron la primera parte del siglo los clubes conformados en su mayoría por jugadores españoles e ingleses, de entre los cuales sobresalieron el Real Club España y el Reforma Athletic Club, ambos con seis campeonatos.
Este último, el Reforma, constituyó la primera gran dinastía del fútbol mexicano a obtener seis títulos de liga en siete temporadas, con un tetra campeonato incluido. El equipo fue el primero fundado en la Ciudad de México, y estuvo integrado en su totalidad por jugadores ingleses, entre ellos su fundador T.R. Phillips, uno de los grandes promotores del fútbol en México. El estallido de la Gran Guerra en Europa propició la salida de la mayor parte de sus figuras, lo que desde luego provocó la decadencia del club.
Quienes más impulso dieron al balompié en México fueron Percy Clifford y Robert J. Blackmoore; este trajo las normas de juego y los primeros balones reglamentarios. El inglés Alfred C. Crowle, que desde 1908 jugó en Pachuca, tuvo también bastante influencia en este deporte. A través del primer decenio del siglo XX, mientras el porfiriato vivía su ocaso, los encuentros de balompié celebrados en Ciudad de México se realizaban los domingos por la tarde y constaban de dos tiempos de 35 minutos cada uno.
En 1908 aparecieron los primeros jugadores mexicanos: David Islas y Jorge Gómez de Parada, el primero con el Pachuca y el segundo con el Reforma. Estos dos equipos y el British Club fueron los únicos que participaron en los campeonatos de 1910-11 y 1911-12.
En 1910 se funda el Club de Fútbol México, el primer equipo de fútbol formado por mexicanos encabezados por Alfredo B. Cuellar, Jorge Gómez de Parada y Alberto Sierra, y luego otros promovidos por las colonias extranjeras: el Amicale Française en 1911, el Rovers y el Real Club España en 1912, el Centro Deportivo Español en 1914, el Germania FV en 1915, el Cataluña en 1917, el Asturias FC en 1918, y el Aurrerá en 1919.
El Real Club España, no solo se convirtió en la segunda gran dinastía del balompié nacional, luego de igualar el logro del Reforma obteniendo un tetracampeonato, sino que se encumbró como el equipo más exitoso de la primera mitad del siglo XX en México, al tiempo que evolucionó como un club multideportivo, social y cultural de gran importancia para la comunidad española residente en México.

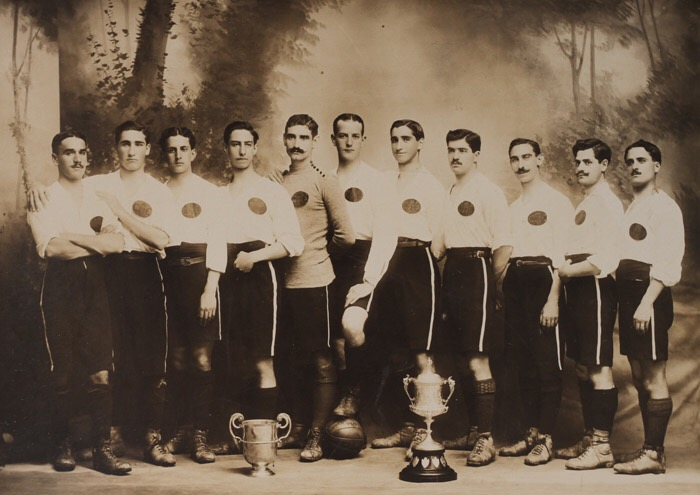
El España campeón de la Liga en la temporada 1915-16.

El Club América, fundado con la unión de dos Colegios Maristas en 1916, fue el primer equipo de importancia en la capital integrado por mexicanos, y lograría ganar cuatro campeonatos consecutivos entre 1924 y 1928.

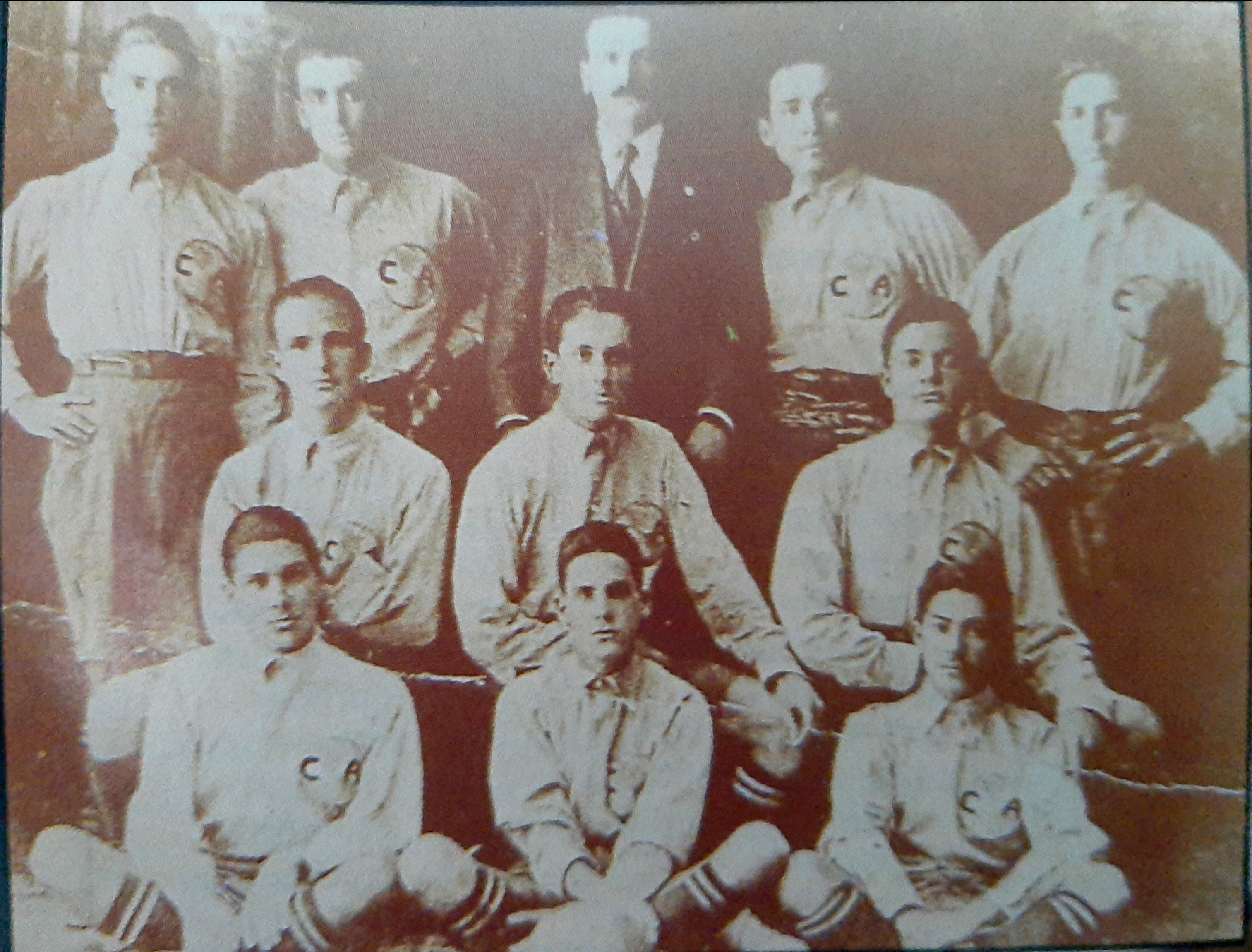
Primera fotografía del Club América en 1916; con el profesor Eugenio Cenoz al centro y de pie.

De la fusión del Sinaloa, Lusitania, Condesa y el U53 nace el Atlante en 1918, cuyos componentes eran de extracción proletaria; sus dirigentes fueron los hermanos Trinidad y Refugio Martínez.
Mientras que entre 1918 y 1920 los equipos Cuenta y Administración, Guerra y Marina y Son-Sin derivaron en el Esparta, que después se llamaría Marte, equipo brillante que nunca llegó a ser popular, e incluso ya en la época profesional se mudaría a Cuernavaca.
De forma regular participaron clubes ajenos a la Ciudad de México como Pachuca, Puebla AC, Veracruz Sporting Club, Iberia de Córdoba, Moctezuma de Orizaba, Orizaba AC, Tigre de Veracruz, España de Veracruz, siendo de estos, el más exitoso de ellos, Pachuca que se coronara en las temporadas 1904-05, 1917-18 y 1919-20.
En el año de 1919 se produjo una escisión en la Liga Mexicana, poco antes del inicio de la temporada. Los clubes España y España de Veracruz, solidarizados con la expulsión del club Tigres, se retiraron de la Liga y fundaron el 9 de febrero su propio circuito denominado Liga Nacional. Como dicha idea no prosperó, los albinegros programaron una serie de encuentros amistosos para mantenerse en activo, ante rivales tan diversos como el España de Orizaba al que golearon 9-0 el 20 de octubre de 1919, o sus triunfos 4-0 y 2-0 sobre Tigres, 2-0 sobre el Río Blanco y las conquistas de la Copa Alfonso XIII en una serie de tres partidos sobre el Reforma y de la Copa Elche en dos juegos sobre el Asturias.
El poder e influencia del cuadro hispano era tal, que la prensa de la época optaba por cubrir sus espacios deportivos con dichos encuentros. La injerencia del España sobre los medios, propicio que pocas noticias se publicaran sobre la Liga Mexicana, de la cual únicamente se sabe que el Pachuca se alzó con el trofeo y que la Copa Tower fue suspendida antes de su finalización.
La separación de ambas ligas se concretó en la temporada 1920-21; la Liga Nacional incluyó a América, España, Luz y Fuerza, Amicale y el Reforma. En tanto que la Liga Mexicana contó con la participación de Asturias, Internacional, México, Morelos y el Germania. Inmediatamente después de la fundación de la primera Federación Mexicana de Fútbol, se unieron los clubes que pelearon por espacio de dos años para formar una sola competencia en agosto de 1922, la que llamaron Campeonato de Primera Fuerza de la FMF. Es decir, ambos torneos se unificaron y nació el antecedente directo de la actual Primera División. Sería esta liga, cuyos miembros impulsaron la creación de la primera Selección nacional (que disputará las primeras competencias oficiales en el extranjero del balompié mexicano) y también de la Federación. Dentro de este mismo organismo, en 1925 el catalán Enrique Gavaldá, quien fuera portero del España, fundó y fue el primer presidente del Colegio Nacional de Árbitros.
La segunda década del fútbol mexicano organizado fue fundamental para su crecimiento y desarrollo. Aunque en los años 1930 la Selección Mexicana no se clasificó a ninguna Copa del Mundo, la visita de muchos clubes extranjeros y la incorporación de jugadores foráneos, incrementó el nivel de calidad y consecuentemente aumentó el interés de los aficionados.
Con la creciente popularidad y la oferta de series internacionales, se construyeron y/o remodelaron algunos parques de la Ciudad de México como el España, de la calle Melchor Ocampo, y se inauguraron dos nuevos: el Asturias, por el rumbo de avenida Chabacano, y el flamante Necaxa, a un costado del Parque Delta de béisbol, en las riberas del Río de La Piedad.
En la década de 1930, 20 clubes extranjeros programaron series internacionales en México: Vélez Sarsfield e Independiente de Mendoza, de Argentina; Botafogo, de Brasil; Bella Vista, de Uruguay; Rácing de Madrid; Juventud Asturiana, de Cuba; Alajuela, de Costa Rica, y Athletic de Bilbao, Barcelona y la Selección Vasca, de España, etcétera.
Muchos jugadores, principalmente ticos por oferta económica y españoles que huyeron de la Guerra Civil, decidieron quedarse a jugar en México con todo y familia. El más beneficiado fue el España que obtuvo tres títulos, pero también hay que destacar la cantidad de balompedistas nacionales que saltaron de Segunda Fuerza. Atlante y Necaxa escenificaron batallas memorables que dieron forma a un Clásico. Entre prietitos y electricistas se llevaron cinco cetros y el restante lo ganó el Asturias.
En la temporada 1930-31, el torneo fue suspendido luego de 2 jornadas, cuando los clubes Asturias, Atlante, Germania, México y Marte solicitaron permiso para remodelar el Campo Asturias (no confundir con el Parque Asturias, construido hasta 1936) que se encontraba en pésimo estado, para efectuar ahí sus juegos como local; ante el desacuerdo del España, el Necaxa (dueños de sus propios Parques) y el América que los secundo. Esto aunado al conflicto surgido con la Real Federación Española de Fútbol, que había solicitado a la Federación Mexicana de Fútbol inhabilitar al jugador Gaspar Rubio fichado por el España. La situación llegó al grado de la suspensión de estos tres clubes, que infructuosamente trataron de realizar un torneo paralelo; Simplemente la Federación decidió suspender el torneo para solucionar definitivamente los problemas administrativos. Tras meses de pugnas, limaron asperezas y se refundó la competición con el nombre Liga Mayor, que organizara dos competencias: la Preferente, compuesta por seis equipos, y la Primera Ordinaria, que fungió como un circuito de ascenso. Esta competencia tuvo durabilidad y fue creciendo hasta agrupar hasta 16 equipos.
El Necaxa, fundado por miembros de la Compañía de Luz y Fuerza del Centro, constituyó una inolvidable dinastía en la década de 1930-40 conocida como la de «los 11 hermanos»; fue el primer equipo de convocatoria, ganó cuatro torneos de liga y dos de Copa, convirtiéndose en el primer Campeonísimo de México. De entre las filas de los «11 hermanos» surge también una de las máximas leyendas del fútbol mexicano: Horacio Casarín.
En la temporada 1938-39 se presentó la inclusión de un equipo extranjero, cuando llegó al país la Selección Vasca. En 1937, durante la guerra civil española, el primer lehendakari, José Antonio Aguirre, que había sido jugador del Athletic Club, organizó una selección llamada «Euzkadi» con el fin de lograr fondos en el extranjero para la guerra civil que se desarrollaba en su país. Los vascos que jugaron bajo el nombre de bajo el nombre de Club Deportivo Euzkadi, desarrollaron un férrea competencia contra los ya tradicionales cuadros de base española (España y Asturias) y a pesar de ganar 13 de los 17 partidos que disputaron, quedaron como subcampeones, debajo del cuadro asturiano. Al final de la temporada, el equipo se disolvió y sus jugadores pasaron a integrar las escuadras de la Liga Mayor u otras ligas latinoamericanas.
En 1940-41 se unió a la Liga Mayor la denominada Selección Jalisco, formada por elementos de los equipos Guadalajara, Atlas, Nacional y Oro. Este equipo ya había jugado una serie de partidos amistosos entre 1926 y 1930, como parte de giras de promoción de la Liga de Occidente, sin embargo en esa temporada se integraron de forma plena como un club más de la Liga Mayor.

#### Jalisco
La Liga Amateur de Jalisco, comúnmente llamada Liga de Occidente, era manejada por la Federación Deportiva de Occidente de Aficionados —que se fundó antes que la propia Federación Mexicana de Fútbol—, y fue jugada entre los años de 1908 y 1943 por varios equipos de Guadalajara y sus alrededores. En ella, el Atlas y el Guadalajara eran los equipos dominantes; su rivalidad es la más antigua y vigente del fútbol mexicano.
La Liga de Jalisco fue la primera en el país en contar con categorías, existiendo desde el principio una «Segunda Fuerza», que con el paso del tiempo dio pie a formar un nivel inferior al que se denominó «Tercera Fuerza»; poco después se crea una nueva categoría llamada «Intermedia», que se encontraba entre la Primera y la Segunda Fuerza, y que permitía a varios equipos organizados independientemente competir contra los equipos «B» de los grandes clubes de Guadalajara, como el Club Deportivo Guadalajara, Club Deportivo Atlas, Club Deportivo Oro y Club Deportivo Nacional. Con el tiempo surgieron la «Cuarta Fuerza» y el resto de las competencias entre «Fuerzas Básicas», desde «Juvenil» hasta «Infantil».
Para 1939 la Federación de Occidente ya tenía registrados más de 95 equipos, y para aquellos años algunos equipos como el Club Deportivo Colón, Club Marte, Club Liceo y Atlético Occidental, de gran tradición, ya habían desaparecido, y poco tiempo después se dio paso a otros equipos que vinieron a marcar la última época de la Liga, equipos como el Club Deportivo Río Grande, Club Deportivo Imperio y el Club Deportivo Corona.
Tal era el poder que alcanzó el balompié de Jalisco en aquellos años, que equipos completos de Ciudad de México fueron reestructurados exclusivamente con jugadores oriundos de ese estado; equipos como el Marte y el Necaxa coqueteaban con los jugadores para que dejaran su hogar y fueran a jugar a tierras capitalinas, siempre ofreciéndoles mejores prestaciones que las que ofrecía el fútbol totalmente amateur que se desarrollaba en Jalisco. Fue así que, por dinero, grandes jugadores de la cantera jalisciense emprendieron el viaje a la capital para participar con sus nuevos equipos, siendo Lorenzo «La Yegua» Camarena, Hilario «Moco» López, Ignacio «Calavera» Ávila, «Pichojos» Pérez, Tomás «Poeta» Lozano, algunos de los nombres de aquellos que brindaron grandes actuaciones en las tardes de domingo de la Liga capitalina.
La influencia jalisciense en la Liga se dejó ver de inmediato, pues un equipo formado por nueve jugadores originarios de Jalisco logró dominar la liga durante toda la década de 1930 (aquel equipo fue conocido como el de «Los 11 hermanos» mencionado anteriormente).
El importante crecimiento que tomó el fútbol de Jalisco motivó una asociación con la Liga Mayor. Esta, por medio de su Federación, invitó a la Selección Jalisco a participar dentro de su torneo puesto que sus entradas no estaban produciendo lo que se esperaba y buscaba atraer más público invitando a un club del occidente del país.
El cuadro de la franja dorada en el pecho viajó a Ciudad de México con la esperanza de realizar un buen papel, encontrándose con equipos formados con base en grandes inversiones y figuras del extranjero, como el España, el Asturias, el Moctezuma, entre otros, que llegaron a alinear hasta 9 extranjeros por partido, mientras que el equipo de Jalisco estaba formado en sus totalidad con jugadores que ocasionalmente recibían un pago de 3 o 5 pesos por partido disputado.
En esa primera temporada, la Selección Jalisco provocó llenos a reventar en todos sus juegos, acabó la primera vuelta al frente de la tabla de posiciones, un punto arriba del Atlante y con solo tres puntos perdidos: 0-0 contra el Asturias en Guadalajara, y un 5-2 ante el Atlante en el parque Asturias, acabando la primera vuelta con 23 goles anotados en 7 partidos. Sin embargo, para la segunda vuelta del torneo la Selección Jalisco, sin la condición física requerida, solo pudo ganar 4 de 12 puntos y terminaría en 4.º lugar general.

#### Otros estados
En aquellos años también destacó la Liga Amateur de Veracruz, comúnmente llamada Liga del Sur, la cual fue fundada en 1915 y fue en gran parte dominada por los equipos del Veracruz Sporting Club y el Iberia de Córdoba, el primero fundado en 1908 y el segundo en 1915.
EI Iberia, originario de Córdoba, lo integraban jugadores de experiencia del balompié español, sus dueños eran los hermanos Olivarrieta, y vieron campeón a su oncena por primera vez en el año de 1918. El uniforme de este equipo era albinegro: casaca color blanco y pantaloncillo color negro.
El Veracruz Sporting Club, fue fundado por empresarios españoles encabezados por los hermanos Ángel y Mariano Rivera; lucía un uniforme color rojo y dominó la Liga en sus inicios y en la década de los años 1920. En 1931 tuvo un paso fugaz por la Liga del Distrito Federal; fue invitado a participar después de una gran desorganización que existió en la liga que propició la salida del Club de Fútbol México y el Real Club España, pero solo permaneció dos temporadas ya que para 1933 regresó a la Liga del Sur. 
En el puerto de Veracruz existió otro equipo que también llevaba por nombre Iberia; fue fundado bajo una casaca de color azul y fue el equipo que representaba más a la clase popular de la ciudad. En 1918 cambió su nombre por el de Club España de Veracruz y pronto se enrola en la Primera Fuerza de la Ciudad de México, cuando recibe la invitación del Real Club España para sustituir al España «B».
Después de una actuación decepcionante en la liga de la capital, donde solo consiguió cinco victorias en veintiocho juegos, regresó a jugar la Liga del Sur. En 1943 se da la fusión España-Sporting y se fundó el Club Deportivo Veracruz.
Entre los equipos que participaron en esta liga se encuentran la Unión Deportiva de Río Blanco, la Asociación Deportiva Orizabeña, la Unión Deportiva Moctezuma de Orizaba, el Club Yute, los Leones de Tolentino, el Deportivo Cervantes y la Compañía Industrial de Orizaba.
Otra liga regional importante se desarrolló en el estado de Guanajuato, después de que en 1911 se funda en la ciudad de Irapuato el primer club deportivo especializado en fútbol; este deporte quedó arraigado en la sociedad del estado hasta la actualidad. Mientras que en Irapuato ya existían clubes como el Mutualista y el Tigres, el balompié llegó relativamente tarde a la ciudad de León, ya que fue hasta el año de 1922 cuando se formó el primer club amateur de León, el cual llevó por nombre León Atlético.
El 20 de enero de 1922, fue la fecha que marcó como inicio la primera serie entre equipos de las ciudades de Irapuato y León; el escenario fue el histórico Parque Hidalgo y los equipos rivales fueron el Tigres de Irapuato y el León Atlético. En total se realizó una serie de tres encuentros de la cual salieron con el triunfo los de Irapuato.
A partir de ese momento, y en menos de un año, ya se había registrado el nacimiento de siete equipos más, por lo que para 1924 se pudo realizar el primer campeonato oficial amateur de León. Entre los equipos que estuvieron en ese primer campeonato encontramos al México, Iturralde, Obrero, Nacional, Hidalgo y el León Atlético.
Para 1931, la Asociación Estatal de Fútbol decide fusionar todas las ligas locales, destacándose la liga irapuatense y la liga leonesa; por consiguiente se realiza el primer campeonato estatal y el Unión de Curtidores, representando a León, llegó a la final contra el Isco, que representa a Irapuato. El marcador final fue a favor de los del Club Isco, quienes ganaron el derecho de jugar el campeonato nacional «Revolución», que también ganaría, y le dio el derecho a disputar un partido contra la Selección Mexicana en el Parque España.
Por su parte, del Unión de Curtidores salió la base para formar la selección amateur de Guanajuato, la cual lograría el Campeonato Nacional en 1942, lo que obligó al entonces gobernador del Estado, Enrique Fernández Martínez, a construir mejores estadios de fútbol, así nacieron el Estadio Revolución, en Irapuato, y el Estadio Enrique Fernández Martínez, en León. Equipos como el Club Deportivo Irapuato, el Unión de Curtidores y el Club San Sebastián de León, le dieron prestigio a la liga que, finalmente en 1944, tuvo su primer representante en la liga profesional.
Al norte de la República se destacaron también varias ligas amateur, entre las que se encontraban la Liga Amateur de Nuevo León, fundada en 1922. Los primeros partidos en esta región (por el año de 1918), se disputaban en el Campo El Hipódromo, junto a la antigua Vidriera Monterrey, siendo los primeros equipos del fútbol regiomontano el Atlas, el Instituto Laurens y el Colegio Civil.
La primera Liga organizada en Monterrey nació en 1922, con los equipos Atlas, México, Club de Fútbol Monterrey y el Colegio Civil. El primer juego de esta naciente liga fue entre el Colegio Civil y el Monterrey, que empataron sin goles.
El 8 de septiembre de 1936 se fundó la Asociación de Fútbol de Nuevo León, con Miguel Peña Gómez como primer presidente, y fue hasta el 23 de noviembre de 1936 que dicha asociación convoca al primer Campeonato de Primera, Segunda y Tercera Fuerza.
Para los años de la década de 1940 se jugaba fútbol en el campo de Bachilleres, del Colegio Civil, y se empezaba a cobrar dos pesos por la entrada. Finalmente, el 9 de junio de 1945, se anuncia que el Club de Fútbol Monterrey ingresaría a la Liga Mayor del fútbol mexicano.
Por su parte, en la región de la Comarca Lagunera, surgió otra liga de gran impulso en la era amateur. Los primeros en calzar botines para jugar en esta región fueron nativos de España; no obstante que en esos años la Revolución mexicana estaba en su apogeo, un grupo de jóvenes de la Madre Patria se decidió a formar un equipo de balompié al cual le dieron el nombre de Victoria.
Con el paso del tiempo se formó otro equipo en la comarca con la denominación de Nacional, nombre bien adaptado, ya que en el novel grupo figuraban peloteros netamente nacidos en México. Por lo tanto, luego se inició una «guerra civil» —que con el tiempo se fue arraigando—, entre los hispanos del Victoria y los inditos del Nacional. Dos años después, en 1919, la pléyade futbolera aumentó su caudal, contándose con otros equipos más: el Santa Teresa y el Club España de La Laguna.
El equipo del Nacional lagunero, tuvo la particularidad de que fue reforzado en varias ocasiones por jugadores del Guadalajara; Ángel Bolumar, los hermanos Anastasio y Gerónimo Prieto, y el arquero Juan Rodríguez, fueron algunos hombres que disputaron encuentros con los «inditos», mientras que el Club España de La Laguna fue reforzado en varias ocasiones con jugadores del España.
Los partidos entre el Nacional y el España se convirtieron en todo un clásico, lo que hizo que el balompié en la Comarca fuera levantándose, a la par con la simpatía entre la gente lagunera, pero desgraciadamente se dejó sentir un colapso que se prolongó durante seis años, hasta que se creó una agrupación denominada Asociación Impulsora del Fútbol en Laguna, que entre sus planes en cartera daría todo el apoyo al equipo Torreón, representativo del Estado, en torneos nacionales, e inclusive otro equipo con la denominación Laguna, para en su momento propicio solicitar su ingreso en la Liga de Jalisco o en la Liga de México. Lo primero se hizo positivo, pero lo segundo no se pudo lograr pero de todos modos se salió ganando con la aparición de los clubes Lequeito, Banjidal, Riva Palacio y Asturias.

### Primera competencia nacional
La primera competencia nacional, El Campeonato del Centenario, ocurrió en 1921, dentro del programa de festejos conmemorativos de la consumación de la Independencia. Participaron los equipos de la capital Germania, España, Asturias, América, México, Deportivo Internacional, Amicale Francaise, Luz y Fuerza del Centro y Morelos; y los foráneos Sporting de Veracruz, Iberia de Córdoba, ADO de Orizaba, Atlas y Guadalajara de Jalisco, y Pachuca de Hidalgo. El España resultó vencedor.

### La Copa
El primer ancestro de la Copa México se inició en 1907 gracias a la donación de la llamada Copa Tower por parte del señor Reginald Tower, en ese entonces embajador de Reino Unido en México. Dicho torneo solo incorporaba clubes del área de la Ciudad de México y alrededores, el primer equipo en obtener el título fue el Pachuca.
En 1919 el Real Club España ganó el trofeo Copa Tower de por vida por lo que la liga de la Primera Fuerza donó otro trofeo, que se denominó Copa Eliminatoria.
Con la fundación en 1922 de la Federación Mexicana de Fútbol se dio una tercera donación de un trofeo en 1932, por lo que el torneo pasó a llamarse Copa México. Esta surgió gracias al apoyo recibido por el entonces presidente de México Abelardo L. Rodríguez. La primera Copa México la ganó Necaxa, durante el torneo los equipos tenían la obligación de debutar a nuevos elementos y árbitros.

### Época contemporánea
Muchos periodistas y algunos investigadores mantienen la tesis de que oficialmente el campeonato de Liga comenzó a disputarse en 1943, sin embargo, el 17 de octubre de dicho año, ningún medio menciona el inicio de una nueva era, mucho menos con el estatus profesional, el cual ya tenía.
Lo que ocurrió aquel año de 1943, no fue en realidad una fusión de las ligas más importantes del país, sino una inclusión de clubes de otros circuitos al seno de la Liga Mayor, la única afiliada a la Federación Mexicana de Fútbol. De los ocho equipos contendientes del campeonato de 1942-43, seis permanecían en el circuito: América, Atlante, Marte, Asturias, España y Moctezuma de Orizaba (este último, antiguo miembro de la Liga Veracruzana y que participaba como miembro pleno de la liga y la FMF desde 1941-42). Necaxa desapareció por problemas económicos y administrativos derivados de la muerte de su fundador William H. Fraser. La Selección Jalisco, escuadra integrada por jugadores de los clubes Guadalajara, Oro y Atlas de la Liga de Occidente, y que participaba como invitado desde 1940-41; también desapareció, para dar paso al ingreso formal de los clubes Atlas y Guadalajara (Oro lo haría hasta 1944-45) en la Liga Mayor. Y a ellos hay que sumar también los debuts de Veracruz (que nació de la fusión de los clubes Iberia y Sporting que ya habían participado con regularidad en la Liga Mayor), y ADO de la Liga Veracruzana. De esta forma, en la práctica, la liga solo tuvo una expansión de 4 clubes, y no una unificación de torneos.
A la par del Campeonato de liga, se disputaron con relativa regularidad los torneos de Copa México (1932-76, 1987-92, 1994-97 y 2012-) y Campeón de Campeones (1942-1976, 1987-89, 2002-06 y 2014-); siendo los clubes más ganadores el América (19 Ligas, 7 Copas y 7 de Campeón de Campeones) y el Guadalajara (12 Ligas, 4 Copas, 7 de Campeón de Campeones).
El aumento en el número de equipos en Primera División, así como la creciente popularidad de este deporte, permitió el nacimiento de la Segunda División en la temporada 1950-51, la Tercera División en 1967-68. Años más tarde surgió la Primera División «A» en 1994-95 y los Torneos de Fuerzas Básicas.

### Internacionalización
América fue el primer equipo en realizar una gira internacional en enero de 1923 al enfrentar a la selección de Guatemala. Colo-Colo fue el primer club extranjero en visitar México, al realizar una gira en 1927; el primer duelo fue 12 de febrero ante el Necaxa, con victoria para el cuadro andino 3-0, en suma disputó 6 juegos (solo perdió con el España).
En 1957 iniciaron las llamadas Series internacionales que eran los cuadrangulares, pentagonales y hexagonales que se organizaban en territorio nacional con la participación de los 2 o 3 mejores clubes de México en el momento del torneo y uno o dos cuadros extranjeros, en especial de Suramérica. La asistencia de dichos clubes con sus cuadros estelares y la seriedad con que afrontaban los clubes mexicanos los duelos (único roce internacional posible para los equipos locales) elevó la popularidad y notoriedad de estas competencias.
Del 26 de febrero al 17 de marzo de 1956 se llevó a cabo en México el II Campeonato Panamericano de Fútbol, era el primer torneo internacional oficial de magnitud importante que organizaría el país (previamente había sido sede de la Copa NAFC 1949). El primer partido en disputa sería México contra Costa Rica. También participaron Brasil, Argentina, Perú, Chile. Desde entonces México ha sido sede de todos los torneos oficiales de selecciones nacionales que organiza la FIFA, así como los de CONCACAF:
- Copas Mundiales de Fútbol de 1970 y 1986
- Torneo Olímpico de Fútbol 1968
- Copa Mundial de Fútbol Juvenil de 1983
- Copa FIFA Confederaciones 1999
- Campeonato de Naciones de la Concacaf 1977
- Copa de Oro de la Concacaf de 1993 y 2003
- Copa Mundial de Fútbol Sub-17 de 2011

En 1962 un año después de la fundación de la CONCACAF, los clubes mexicanos (iniciando con el Guadalajara) comenzaron su participación en la recién creada Copa de Campeones de la Concacaf, torneo que han dominado ampliamente al coronarse en 40 de 60 ediciones, siendo el más exitoso América con 7 títulos.
Como Campeones de Concacaf, América y Pumas de la UNAM enfrentaron a los campeones de la Copa Libertadores de América y ganaron la Copa Interamericana, el primero en 1978 ante Boca Juniors y 1991 a Olimpia; en tanto que el segundo lo hizo en 1981 al vencer a Nacional. Dicho torneo que enfrentaba a los campeones de CONCACAF y CONMEBOL se disputó entre 1968 y 1998.
En 1998 con la actuación de América y Guadalajara inició la participación de clubes mexicanos en Copa Libertadores de América. Solo América, Guadalajara, Cruz Azul y Tigres han llegado a semifinales, y los tres últimos llegaron a la final, Cruz Azul en 2001 (perdió con Boca Juniors), Guadalajara en 2010 (perdió con Inter de Porto Alegre) y Tigres UANL (cayó frente a River Plate) en 2015. Entre 2003 y 2008 los clubes mexicanos participaron simultáneamente en la Copa Sudamericana, en ella UNAM, Pachuca y América llegaron a la final en 2005, 2006 y 2007 respectivamente; solo el cuadro hidalguense se coronó, venciendo a Colo-Colo. Tigres fue el primer equipo de Concacaf que llegó a la final de la Copa Mundial de Clubes de la FIFA, esto en la edición edición 2020, cayendo ante el campeón europeo Bayern Munich. En 2024 se creó la Copa Intercontinental de la FIFA, torneo que garantiza la disputa de un título en cada ronda eliminatoria, siendo dos de ellas el Derbi de las Américas, entre los campeones de Concacaf y Conmebol, y la Copa Challenger de la FIFA (entre el ganador de la anterior y la Copa África-Asia-Pacífico), en estas primeras ediciones el campeón de ambas sería Pachuca.

### Ligas femeniles
En 2007 se comenzó a disputar la Liga Mexicana de Fútbol Femenil. En 2017 se lanzó la Liga MX Femenil y la Copa de la Liga MX Femenil.

## Selección nacional

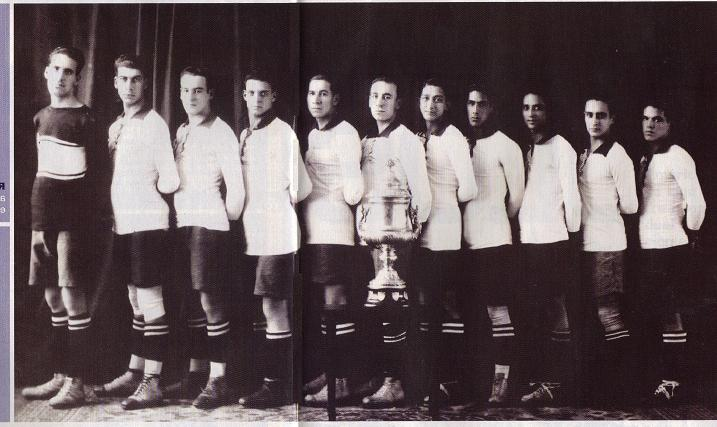
Instantánea del Club América, base de la primera selección mexicana.

La selección masculina de fútbol de México es el equipo formado por jugadores de nacionalidad mexicana que representa a la Federación Mexicana de Fútbol (FMF) en las competiciones oficiales organizadas por la Confederación de Norteamérica, Centroamérica y el Caribe de Fútbol (Concacaf) y la Federación Internacional de Fútbol Asociación (FIFA).
Disputó su primer partido internacional el 9 de diciembre de 1923 ante Guatemala en el Parque España de la Ciudad de México, con resultado favorable de 2-1. Este fue el primer partido de una serie de tres, pactados para devolver la cortesía por la visita del Club América a la Ciudad de Guatemala, donde enfrentó al Comunicaciones (investido como selección) en enero del mismo año.
La selección mexicana ha participado en diecisiete ediciones de la Copa Mundial de Fútbol, obteniendo resultados notorios en las competiciones que disputó como anfitrión en 1970 y 1986, donde alcanzó la instancia de los cuartos de final y concluyó en el sexto lugar en ambos torneos. Su mayor logro a nivel internacional ha sido el título de la Copa FIFA Confederaciones 1999, torneo en el que fue anfitrión; dicho trofeo la convierte en la única selección absoluta, de las que no están afiliadas a la Conmebol o a la UEFA, en ganar un torneo organizado de manera directa por FIFA. Otras actuaciones destacadas son los subcampeonatos de las Copas América de Ecuador 1993 y Colombia 2001, competición en la que participó en calidad de invitado, precisamente desde la edición de 1993 hasta 2016, regresando en 2024. Además, la FIFA la distingue como la selección que más competiciones oficiales ha disputado en la historia con diez.
Como miembro fundador de la Concacaf en 1961, ha participado en la mayoría de los torneos de la confederación, incluidas todas las versiones del actual formato llamado Copa de Oro. En suma cuenta en su palmarés con trece Campeonatos de la Concacaf, una Copa Concacaf, una Copa FIFA Confederaciones y una Liga de Naciones de la Concacaf. Además, posee dos títulos regionales de la Copa NAFC (predecesora de la Concacaf) y la Copa de Naciones Norteamericana 1991, siendo el equipo más exitoso en esos certámenes.
Contando los logros conseguidos por las selecciones absoluta y juveniles, México posee 40 títulos internacionales oficiales para la FIFA (4 globales y 36 continentales), lo que la convierte en la única selección de su confederación en obtener torneos organizados de manera directa por FIFA y la tercera más laureada del mundo detrás de Brasil y Argentina.
La selección olímpica conquistó la medalla de oro en los Juegos Olímpicos de Londres 2012 y la de bronce en Tokio 2020. En la categoría sub-17, se consagró campeón mundial en Perú 2005 y por segunda ocasión en México 2011. En la categoría sub-20, finalizó como subcampeón del mundo en Túnez 1977 y consiguió el Tercer lugar en Colombia 2011.
A lo largo de su historia, las diversas categorías participantes, han destacado como el mejor seleccionado de la zona de Concacaf en eventos multideportivos, haciéndose acreedor de 7 medallas de oro (1935, 1938, 1959, 1966, 1990, 2014 y 2023), 6 medallas de plata (1954, 1962, 1982, 1993, 1998 y 2002) y 1 de bronce (1986) en este ramo dentro de los Juegos Centroamericanos y del Caribe. Mientras que en los Juegos Panamericanos conquistó 4 medallas de oro (1967, 1975, 1999 y 2011), 4 medallas de plata (1955, 1991, 1995 y 2015) y 4 medallas de bronce (2003, 2007, 2019 y 2023).
La selección mexicana se identifica con los colores verde, blanco y rojo, procedentes de su bandera nacional, de la cual se origina la denominación el Tricolor; mientras que su uniforme alternativo ha variado, en ocasiones siendo completamente blanco, y en otras camiseta color vino y pantalón azul, recordando uniformes utilizados en décadas anteriores. Actualmente, utiliza el color blanco con detalles en guinda como segundo uniforme. Ejerce su localía oficial en el Estadio Azteca.

### Palmarés de las selecciones nacionales
Dieciocho títulos en competencias oficiales constituyen el palmarés de la categoría absoluta de la selección mexicana; sus mayores logros son un campeonato de la Copa Confederaciones y trece campeonatos de la Concacaf, liderando en títulos absolutos a la confederación. El primer título obtenido fue la Copa NAFC 1947, mismo que refrendó en 1949. Posteriormente, ya con la fundación de la Concacaf, obtendría los campeonatos del área en 1965, 1971 y 1977. Además logró su primer título del nuevo certamen –conocido como Copa Oro de la Concacaf– en 1993, con las conquistas de 1996 y 1998 logró el tricampeonato de esta competición; nuevamente alzó el campeonato en 2003, 2009, 2011, 2015, 2019, 2023 y 2025 siendo el único seleccionado de su confederación en ligar tres campeonatos consecutivos. En 2015 con rango de título oficial disputó y ganó la Copa Concacaf. En 2025 ganó el único certamen de la confederación que no había ganado, la Liga de Naciones de la Concacaf.
Para la FIFA ostenta un título mundial (Copa FIFA Confederaciones) y quince continentales, (13 Copas Oro, 1 Copa Concacaf y 1 Liga de Naciones de la Concacaf), sumando un total de dieciséis, ocupando la primera posición dentro de su confederación y la cuarta de las selecciones absolutas más laureadas del mundo detrás de Argentina, Brasil y Uruguay.

#### Títulos oficiales absolutos
| Copa FIFA Confederaciones       | 1 (1999)                                                                           | –                     | 1 (1995)                          | 2 (2005 y 2017)    |                    |
| Copa Oro                        | 13 (1965, 1971, 1977, 1993, 1996, 1998, 2003, 2009, 2011, 2015, 2019, 2023 y 2025) | 3 (1967, 2007 y 2021) | 5 (1973, 1981, 1991, 2013 y 2017) | 1 (1969)           |                    |
| Copa América                    | –                                                                                  | 2 (1993 y 2001)       | 3 (1997, 1999 y 2007)             | –                  |                    |
| Campeonato Panamericano         | –                                                                                  | –                     | 1 (1960)                          | –                  |                    |
| Copa Concacaf                   | 1 (2015)                                                                           | –                     | –                                 | –                  |                    |
| Liga de Naciones de la Concacaf | 1 (2025)                                                                           | 2 (2021 y 2024)       | 1 (2023)                          | –                  |                    |
| Copa NAFC                       | 2 (1947, 1949)                                                                     | –                     | –                                 | –                  |                    |
| Total                           | 18 títulos                                                                         | Selección absoluta    | Selección absoluta                | Selección absoluta | Selección absoluta |

#### Mejores resultados
- Copa Mundial de Fútbol: Cuartos de final (1970 y 1986).
- Juegos Olímpicos: Primera fase (1928 y 1948).
- Copa FIFA Confederaciones:  (1999).
- Copa Oro de la Concacaf:  (1965, 1971, 1977, 1993, 1996, 1998, 2003, 2009, 2011, 2015, 2019, 2023 y 2025).
- Copa América:  (1993 y 2001).
- Liga de Naciones de la Concacaf:  (2025).
- Campeonato Panamericano de Fútbol:  (1960).
- Copa Concacaf:  (2015).
- Copa NAFC:  (1947, 1949 y 1991).
- Juegos Centroamericanos y del Caribe:  (1935 y 1938).

### Selecciones femeninas
Selección mayor
- Juegos Panamericanos 
  -  Medalla de oro (1): 2023.
  -  Medalla de plata (1): 1999.
  -  Medalla de bronce (3): 2003, 2011, 2015.
- Juegos Centroamericanos 
  -  Medalla de oro (3): 2014, 2018, 2023.

Selección sub-20
- Campeonato Femenino Sub-20 de la Concacaf 
  -  Campeona: 2018

Selección sub-17
- Copa Mundial Femenina de Fútbol Sub-17
  -  Subcampeona: 2018
- Campeonato Femenino Sub-17 de la Concacaf 
  -  Campeona: 2013

Selección sub-15
- Juegos Olímpicos de la Juventud
  -  Medalla de bronce (1): 2014

Selección universitaria
- Universiadas
  -  Medalla de plata (1): 2013

### Selecciones menores
- Juegos Olímpicos
  -  Medalla de oro (1): 2012.
  -  Medalla de bronce (1): 2021.
- Preolímpico de Concacaf   (8): 1964, 1972, 1976, 1996, 2004, 2012, 2015, 2021.
- Copa Mundial de Fútbol Sub-17   (2): 2005 y 2011.
- Campeonato Sub-17 de la Concacaf   (9): 1985, 1987, 1991, 1996, 2013, 2015, 2017, 2019, 2023.
- Copa Mundial de Fútbol Sub-20:
  -  1977.
  -  2011.
- Campeonato Sub-20 de la Concacaf   (14): 1962, 1970, 1973, 1974, 1976, 1978, 1980, 1984, 1990, 1992, 2011, 2013, 2015, 2024.
- Campeonato Sub-15 de la Concacaf   (1): 2017.
- Juegos Panamericanos 
  -  Medalla de oro (4): 1967, 1975, 1999, 2011.
  -  Medalla de plata (4): 1955, 1991, 1995, 2015.
  -  Medalla de bronce (3): 2003, 2007, 2019 y 2023.
- Juegos Centroamericanos 
  -  Medalla de oro (7): 1935, 1938, 1959, 1966, 1990, 2014 y 2023.
  -  Medalla de plata (6): 1954, 1962, 1982, 1993, 1998 y 2002.
  -  Medalla de bronce (1): 1986.
- Universiadas
  -  Medalla de oro (1): 1979
  -  Medalla de bronce (1): 2017.
- Copa Mundial de Fútbol Playa  (1) : 2007.

## Organización y sistema de competencia
La Federación Mexicana de Fútbol Asociación, A.C., es el organismo rector del fútbol en México, la institución y cuerpo responsable de la organización, la validación y reglamentación de competencias, clubes, jugadores y árbitros a nivel profesional y amateur del fútbol en dicho país. Se fundó el 23 de agosto de 1922, con el nombre de Federación Mexicana de Football Asociación. Está afiliada a la FIFA desde 1929, a CONCACAF como miembro fundador desde 1961, y en México se haya afiliada a la CODEME.
Sus principales órganos son:
- Comité ejecutivo
- Asamblea general
- Dirección de Administración y Finanzas
- Dirección de Comercialización
- Dirección Deportiva
- Dirección general de Selecciones Nacionales
- Comisión Disciplinaria
- Comisión de Árbitros
- Comisión de Conciliación y Resolución de Controversias
- Comisión del Jugador

La Federación, a través del Sistema Nacional de Capacitación, ofrece un sinnúmero de cursos de capacitación y tiene a su cargo la Escuela de Árbitros, la Escuela de Directores Técnicos y la Escuela de Preparadores Físicos, además de organizar congresos y simposiums a nivel nacional e internacional.
Desde la temporada de 1922-23 hasta el Torneo México 1970, se utilizaba un sistema de liga. Después, se le añadía, al final del torneo, un sistema de eliminación directa llamado liguilla. En 1996 se introdujo el sistema de Apertura y Clausura, (primero llamado invierno y verano).
El Campeonato consta de las siguientes divisiones:
| Nivel | División                                 | División                                 | División                                 | División                                 | División                                 | División                                 |
| ----- | ---------------------------------------- | ---------------------------------------- | ---------------------------------------- | ---------------------------------------- | ---------------------------------------- | ---------------------------------------- |
| 1     | Liga MX 18 equipos                       | Liga MX 18 equipos                       | Liga MX 18 equipos                       | Liga MX 18 equipos                       | Liga MX 18 equipos                       | Liga MX 18 equipos                       |
| 2     | Liga de Expansión 15 equipos             | Liga de Expansión 15 equipos             | Liga de Expansión 15 equipos             | Liga de Expansión 15 equipos             | Liga de Expansión 15 equipos             | Liga de Expansión 15 equipos             |
| 3     | Segunda División Serie A 36 equipos.     | Segunda División Serie A 36 equipos.     | Segunda División Serie A 36 equipos.     | Segunda División Serie B 16 equipos      | Segunda División Serie B 16 equipos      | Segunda División Serie B 16 equipos      |
| 4     | Tercera División 209 equipos (17 grupos) | Tercera División 209 equipos (17 grupos) | Tercera División 209 equipos (17 grupos) | Tercera División 209 equipos (17 grupos) | Tercera División 209 equipos (17 grupos) | Tercera División 209 equipos (17 grupos) |

El Sector Amateur está compuesto por 33 asociaciones: una por cada estado y para Ciudad de México, y una representa a la Universidad Nacional Autónoma de México, en donde se encuentran los más de 230 000 afiliados con los que cuenta el Sector Amateur entre los 5 y los 65 años de edad.

## Títulos oficiales y campeones
Leyenda resumen de las competiciones oficiales. En negrita competición vigente.
N1: Primera División de México; N2: Copa México; N3: Campeón de Campeones; N4: Supercopa de México; N5: Supercopa de la Liga; C1: Copa de Campeones de la Concacaf; C2: Copa de Gigantes de la Concacaf; C3: Recopa de la Concacaf; C4: Copa Sudamericana; I1: Copa Interamericana; I2: Derbi de las Américas de la FIFA; I3: Copa Challenger de la FIFA.
- En ningún caso el orden listado dictamina el orden de importancia de los títulos.

| #  | Clubes                  | Nacionales | Nacionales | Nacionales | Nacionales | Nacionales | Continentales | Continentales | Continentales | Continentales | Intercontinentales | Intercontinentales | Intercontinentales | Total |
| #  | Clubes                  | N1         | N2         | N3         | N4         | N5         | C1            | C2            | C3            | C4            | I1                 | I2                 | I3                 | Total |
| -- | ----------------------- | ---------- | ---------- | ---------- | ---------- | ---------- | ------------- | ------------- | ------------- | ------------- | ------------------ | ------------------ | ------------------ | ----- |
| 1  | C. América              | 16         | 6          | 7          | –          | 1          | 7             | 1             | –             | –             | 2                  | –                  | –                  | 40    |
| 2  | C. D. Guadalajara       | 12         | 4          | 7          | 1          | –          | 2             | –             | –             | –             | –                  | –                  | –                  | 26    |
| 3  | C. F. Cruz Azul         | 9          | 4          | 3          | 1          | 1          | 7             | –             | –             | –             | –                  | –                  | –                  | 25    |
| 4  | C. León                 | 8          | 5          | 5          | –          | –          | 1             | –             | –             | –             | –                  | –                  | –                  | 19    |
| 5  | C. D. Toluca            | 11         | 2          | 4          | –          | –          | 2             | –             | –             | –             | –                  | –                  | –                  | 19    |
| 6  | Tigres de la UANL       | 8          | 3          | 4          | –          | –          | 1             | –             | –             | –             | –                  | –                  | –                  | 16    |
| 7  | C. F. Pachuca           | 7          | –          | –          | –          | –          | 6             | –             | –             | 1             | –                  | 1                  | 1                  | 16    |
| 8  | C. Universidad Nacional | 7          | 1          | 2          | –          | –          | 3             | –             | –             | –             | 1                  | –                  | –                  | 14    |
| 9  | C. F. Monterrey         | 5          | 3          | –          | –          | –          | 5             | –             | 1             | –             | –                  | –                  | –                  | 14    |
| 10 | C. Necaxa               | 3          | 4          | 2          | 1          | –          | 1             | –             | 1             | –             | –                  | –                  | –                  | 12    |
| 11 | Atlas F. C.             | 3          | 4          | 5          | –          | –          | –             | –             | –             | –             | –                  | –                  | –                  | 12    |
| 12 | C. Puebla               | 2          | 5          | 1          | 1          | –          | 1             | –             | –             | –             | –                  | –                  | –                  | 10    |
| 13 | C. Santos Laguna        | 6          | 1          | 1          | –          | –          | –             | –             | –             | –             | –                  | –                  | –                  | 8     |
| 14 | C. F. Atlante           | 3          | 2          | 1          | –          | –          | 2             | –             | –             | –             | –                  | –                  | –                  | 8     |
| 15 | C. Zacatepec            | 2          | 2          | 1          | –          | –          | –             | –             | –             | –             | –                  | –                  | –                  | 5     |
| 16 | R. C. España            | 1          | 1          | 2          | –          | –          | –             | –             | –             | –             | –                  | –                  | –                  | 4     |
| 17 | C. D. Veracruz          | 2          | 2          | –          | –          | –          | –             | –             | –             | –             | –                  | –                  | –                  | 4     |
| 18 | U. D. Moctezuma         | –          | 2          | 1          | –          | –          | –             | –             | –             | –             | –                  | –                  | –                  | 3     |
| 19 | C. D. Marte             | 1          | –          | 2          | –          | –          | –             | –             | –             | –             | –                  | –                  | –                  | 3     |
| 20 | C. D. Tampico           | 1          | 1          | 1          | –          | –          | –             | –             | –             | –             | –                  | –                  | –                  | 3     |
| 21 | C. A. Morelia           | 1          | 1          | –          | 1          | –          | –             | –             | –             | –             | –                  | –                  | –                  | 3     |
| 22 | C. D. Oro               | 1          | –          | 1          | –          | –          | –             | –             | –             | –             | –                  | –                  | –                  | 2     |
| 23 | Tecos F. C.             | 1          | –          | –          | –          | –          | –             | –             | 1             | –             | –                  | –                  | –                  | 2     |
| 24 | C. D. Leones Negros     | –          | 1          | –          | –          | –          | 1             | –             | –             | –             | –                  | –                  | –                  | 2     |
| 25 | Querétaro F. C.         | –          | 1          | –          | 1          | –          | –             | –             | –             | –             | –                  | –                  | –                  | 2     |
| 26 | Atlético Español        | –          | –          | –          | –          | –          | 1             | –             | –             | –             | –                  | –                  | –                  | 1     |
| 27 | C. D. Dorados           | –          | 1          | –          | –          | –          | –             | –             | –             | –             | –                  | –                  | –                  | 1     |
| 28 | C. Tijuana              | 1          | –          | –          | –          | –          | –             | –             | –             | –             | –                  | –                  | –                  | 1     |
| 29 | C. F. Asturias          | 1          | –          | –          | –          | –          | –             | –             | –             | –             | –                  | –                  | –                  | 1     |